# Giuseppe Tiano
Giuseppe Tiano (Milano, 17 marzo 1968) è un nuotatore italiano.

## Biografia
Cresciuto in Inghilterra, Canada, ed Italia, ha studiato alla British School of Milan, seguito dal Santa Monica College e l'Università della California, Los Angeles, negli Stati Uniti.

## Carriera
Specializzato nel dorso, ha vinto un titolo italiano con la staffetta della Nuotatori Milanesi nel 1987. Nel 1991 ha vinto la medaglia di bronzo nella staffetta 4×50 m mista ai campionati europei sprint di Gelsenkirchen con Gianni Minervini, Luca Belfiore e René Gusperti e ottenendo lì anche il primato italiano della disciplina. Nel 1992 agli europei sprint di Espoo e nel 1993 agli europei sprint di Gateshead è andato in finale nei 50 m dorso e ancora con la staffetta 4×50 m mista.

## Palmarès
nota: questa lista è incompleta
| Europei in vasca corta      | 50 m dorso | 4×50 m mista      |
| 1991 Gelsenkirchen Germania | ---        | Bronzo: 1'39"84 : |
| 1993 Gatshead Regno Unito   | 5º 26"17   | 4º - 1'40"38 :    |

### Campionati italiani
1 titolo in staffetta
- 1 nella staffetta 4×100 m mista

| Anno | Edizione    | st.libero 4×100 m | st.libero 4×200 m | dorso 100 m | dorso 200 m | mista 4×100 m |
| ---- | ----------- | ----------------- | ----------------- | ----------- | ----------- | ------------- |
| 1986 | Estivi      | -                 | 2                 | -           | -           | -             |
| 1987 | Estivi      | -                 | -                 | -           | -           | 1             |
| 1988 | Estivi      | -                 | -                 | 2           | 3           | -             |
| 1989 | Estivi      | -                 | -                 | 3           | -           | -             |
| 1990 | Estivi      | -                 | -                 | 3           | -           | -             |
| 1991 | Estivi      | -                 | -                 | 3           | -           | -             |
| 1992 | Primaverili | 2                 | -                 | 3           | -           | -             |